# HPI Schul-Cloud
Die HPI Schul-Cloud des Hasso-Plattner-Institutes ist eine Lernplattform zur Kommunikation zwischen Lehrern, Schülern und Eltern. Damit können sich Lehrer und Schüler Nachrichten schreiben, Dateien austauschen und den Lernfortschritt erfassen.
Das Schul-Cloud-Projekt will eine einheitliche IT-Infrastruktur für alle Schulen entwickeln. Die Infrastruktur und Anwendungen sollen nach Projektende privatisiert und lizenzpflichtig werden. Die Lösung soll sowohl im Hinblick auf die Inhalte als auch auf die Geräte anbieterneutral sein. Alle Anwendungen und Daten werden dezentral vorgehalten und gewartet.

## Geschichte
Das Projekt wurde im September 2016 ins Leben gerufen und auf dem Nationalen IT-Gipfel im November desselben Jahres durch die damalige Bundesministerin Johanna Wanka und HPI-Direktor Christoph Meinel der Öffentlichkeit vorgestellt.

### Start
Im Juni 2017 startete die erste Pilotphase, in der 27 Schulen des MINT-EC die Software in der Praxis erprobten. Der MINT-EC ist ein Zusammenschluss von über 300 Gymnasien in ganz Deutschland. Ab Mai 2018 wurde der Testbetrieb schrittweise auf alle rund 300 MINT-EC-Schulen ausgeweitet. Das Feedback der Schulen fließt in die Entwicklung ein.

### Niedersächsische Bildungscloud
Seit Februar 2018 kooperiert das Projekt mit der niedersächsischen Landesinitiative N-21, da beide Projekte identische Zielsetzungen verfolgen und den gleichen Aufbau anstreben. Es wurden 45 Pilotschulen aller Schulformen zur Erprobung gefunden, die erarbeiten sollen, wie eine Cloud-Lösung in den Unterrichtsalltag eingebunden werden kann.

### Entwicklungen in 2018
Laut Koalitionsvertrag vom 12. März 2018 hat sich die Bundesregierung der 19. Legislaturperiode das Ziel gesetzt, eine gemeinsame Cloud-Lösung für Schulen in Deutschland zu schaffen.
Das HPI versuchte 2019 die Eintragung von „HPI Schul-Cloud“ als Markenname, wogegen Widerspruch eingelegt wurde.

### 2020
Das Projekt wird durch das Bundesministerium für Bildung und Forschung mit rund 7 Mio. Euro über den Zeitraum 2017–2021 bezahlt, hinzu kamen 15 Millionen im Angesicht der Coronakrise im April 2020. Die Kultusminister der beteiligten Länder Thüringen, Brandenburg und Niedersachsen wollen den Betrieb und die Weiterentwicklung nach dem Ende der länderspezifischen Pilotprojekte bezahlen.

### 2022
Das (Folge)Projekt heißt jetzt dBildungscloud.

## Projektpartner
Das Projekt wird durch einen Fachbeirat begleitet, der sich aus Vertretern der Bildung, Wirtschaft und Politik zusammensetzt, darunter die Kultusministerkonferenz, die Landesdatenschutzbeauftragten Thüringens und Brandenburgs, der Softwarekonzern SAP und der Verband Bildungsmedien.
Im Rahmen der Testphase werden Lerninhalte zur freien Verfügung gestellt, von Schulbuchverlagen wie Cornelsen und Westermann, der Khan Academy und der Deutschen Digitalen Bibliothek.
Die Deutsche Telekom und die Aeroaccess GmbH haben einige Testschulen mit Infrastruktur unterstützt.
Dazu gibt es bildungswissenschaftliche Begleitforschung. Die Universität Tübingen erforscht in einer Delphi-Studie, welche Potentiale die HPI Schul-Cloud in Hinblick auf Anwendungsbereiche und Unterrichtsszenarien hat. Die Universität Augsburg erörtert in einem gemeinsam mit dem openHPI durchgeführten Massive Open Online Course „Lernen 4.0 – Möglichkeiten & Grenzen einer Digitalisierung“ die Herausforderungen und Chancen der Digitalisierung im Bildungsbereich. Das Georg-Eckert-Institut führt an den MINT-EC-Pilotschulen eine Unterrichtsbeobachtung bezüglich des Einsatzes der HPI Schul-Cloud und digitaler Medien durch.

## Technische Umsetzung
Die HPI Schul-Cloud soll als Neuentwicklung entstehen und nicht auf das schon ältere Moodle aufsetzten, auch wenn dies schneller hätte realisiert werden können. Dem stand auch die Eignung als Forschungsthema für Abschlussarbeiten am Hasso-Plattner-Institut entgegen.
Das Projekt ist Open-Source, der Quellcode kann auf GitHub eingesehen und bearbeitet werden, die meisten Teile stehen unter der Lizenz GNU Affero General Public.
Entwicklungsparadigmen sind eine modulare Infrastruktur mit Mikroservices und dokumentenorientierte Datenbanken in der Cloud. Das soll eine hohe Skalierbarkeit und die nahtlose An- und Abkoppelung einzelner Bestandteile ermöglichen. So können prinzipiell einzelne Dienste in bereits bestehende Lernplattformen integriert werden.
Es gibt eine webbasierte Oberfläche, seit 2017 sind auch native Apps für Android und iOS geplant. Durch das zugrundeliegende API-First-Paradigma, was bedeutet, dass alle Funktionen über eine API bereitgestellt werden, und die damit verbundene Trennung von Implementierungen, können Komponenten ausgetauscht und auch native Applikationen angebunden werden. Ziel ist es, bestehende Dienste unterschiedlicher Anbieter zu vernetzen und anzubinden. Neue Lösungen und Komponenten werden nur dann entwickelt, wenn diese noch nicht existieren.

## Datenschutz
Um die Praxistauglichkeit sicherzustellen, wird bei der Entwicklung mit mehreren Landesdatenschutzbeauftragten zusammengearbeitet. Die Entwicklung folgt dem Prinzip „Privacy by Design“, das heißt Datenschutz und Privatsphäre werden bereits seit der Konzeptionsphase als integrale Bestandteile des Projekts behandelt.
Es wurde ein Konzept zur Pseudonymisierung personenbezogener Daten beim Aufruf externer Dienste wie Lehrinhalte oder Unterrichtstools erstellt. Dies verhindert, dass beispielsweise bei der Verwendung von interaktiven Lernanwendungen personenbezogene Daten übermittelt werden und trotzdem die Lernstände gespeichert werden können.